# 枕中記
『枕中記』（ちんちゅうき）は、中国唐の伝奇小説である。作者は沈既済（しんきせい）。

## 概要
著者の沈既済は、8世紀後半頃の人である。蘇州呉県の人で、薬を調達する礼部員外郎となった。
主人公の盧生が、邯鄲の都の宿屋で道士の呂翁に出会い、枕を授けられる。その枕で眠りについたところが、自分が立身出世を果たし、栄達の限りを尽くしたすえに子孫に囲まれ大往生するまでの出来事を夢みた。だが目覚めてみればそこは元の宿屋で、主人が火にかけていた粟の飯すら炊きあがっていない、ほんの一時の夢見だった。ここに盧生は人生の儚さを悟った、という話である。
「邯鄲の枕」「黄粱の一炊」「邯鄲の夢」の故事として、広く知られている。また、明代の湯顕祖が著わした戯曲の『邯鄲記（中国語版）』は、この『枕中記』を元にして作られたものである。 中国語版ウィキソースに本記事に関連した原文があります：枕中記

## 所収
- 『文苑英華』卷八百三十三 枕中記の条、中国語版ウィキソースは未完（2017年10月）
- 『太平広記』卷八十二 異人二 呂翁の条、『文苑英華』では物語の年代が開元7年となっているのに対し、こちらは開元19年となっている。魯迅『唐宋伝奇集』は『文苑英華』を選んでいる。 中国語版ウィキソースに本記事に関連した原文があります：太平廣記/卷第082#.E5.91.82.E7.BF.81

## 注・出典
1. ↑  日本語訳は、今村与志雄 訳、前野直彬 訳 がある。唐宋伝奇集 上『3 邯鄲夢の枕―枕中記』 今村与志雄 訳、1988年 岩波文庫 ISBN 978-4003203811、p.82-99 。中国古典文学大系24 六朝・唐・宋小説選 『枕の中の世界の話』 前野直彬 訳 1968年 平凡社 ISBN 978-4582312249 p.160-163 。